# Tacoma Narrows Bridge

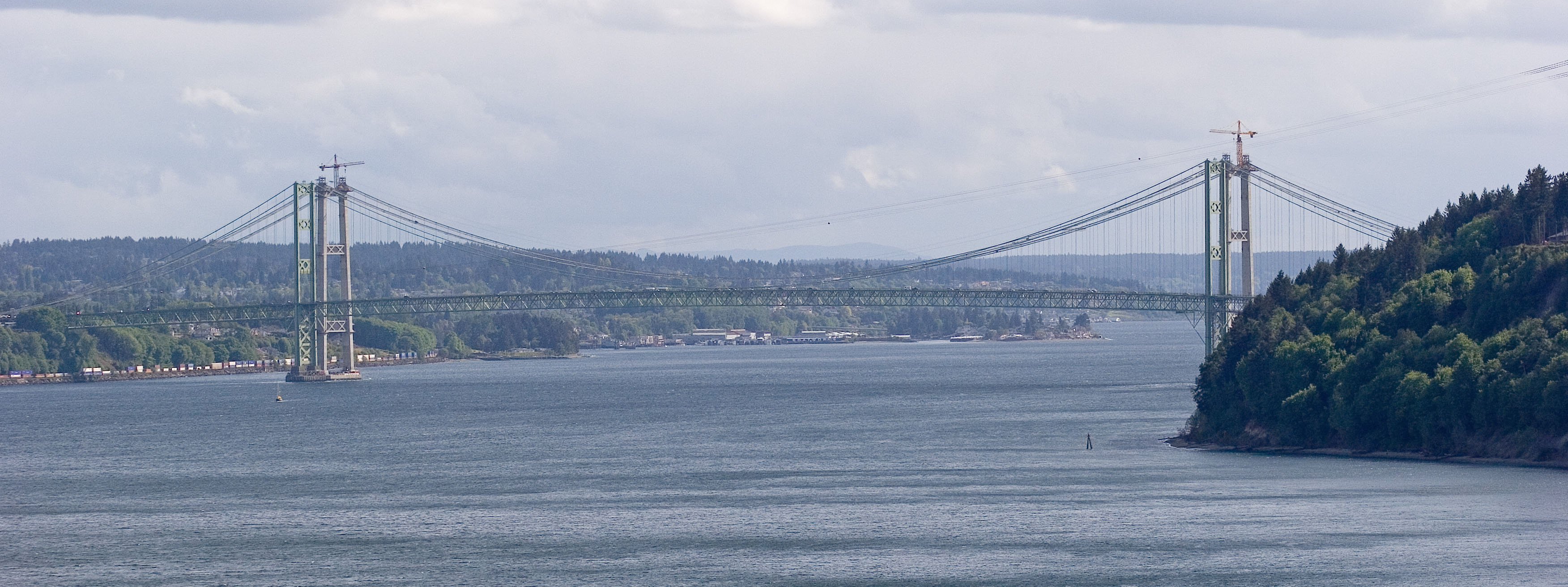
Tacoma Narrows Bridge (1950 + 2007), foto mei 2006

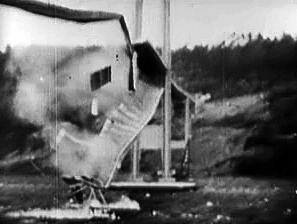
Instorten eerste Tacoma Narrows Bridge (1940)

Het trefwoord Tacoma Narrows Bridge betreft drie hangbruggen bij de stad Tacoma in de Amerikaanse staat Washington. De eerste brug is in 1940 in gebruik genomen en datzelfde jaar ingestort en in het water gevallen. Op dezelfde locatie is in 1950 de tweede brug opgeleverd. Daarnaast kwam in 2007 een derde brug gereed.

## De eerste Tacoma Narrows Bridge
De eerste Tacoma Narrows Bridge (1940) was een hangbrug in de Verenigde Staten van 1,6 km. Het was de op twee na langste hangbrug van de wereld op het moment dat hij gebouwd was. Op 7 november 1940 om ongeveer 11 uur is de Tacomabrug ingestort door trillingen, veroorzaakt door de wind. De brug bevond zich vlak bij de stad Tacoma in de staat Washington en was nog maar vier maanden opengesteld voor het verkeer. De brug stortte in als gevolg van aero-elastische instabiliteit (de sterke aanhoudende wind die versterkende schommelingen veroorzaakte) en niet alleen als gevolg van resonantie, wat vaak wordt gedacht.

### Media
De eigenaar van een plaatselijke fotowinkel, Barney Elliott, legde de instorting van de brug vast op 16mm-film. Te zien is hoe de brug vijf minuten lang instabiel heen en weer schudt voordat hij ten onder gaat. De Library of Congress besloot in 1998 dat het filmmateriaal om cultuur-historische en esthetische redenen bewaard moet blijven.
| (video) | \| \| |
|         |       |